# Unión Alemana de Bebedores de Cerveza

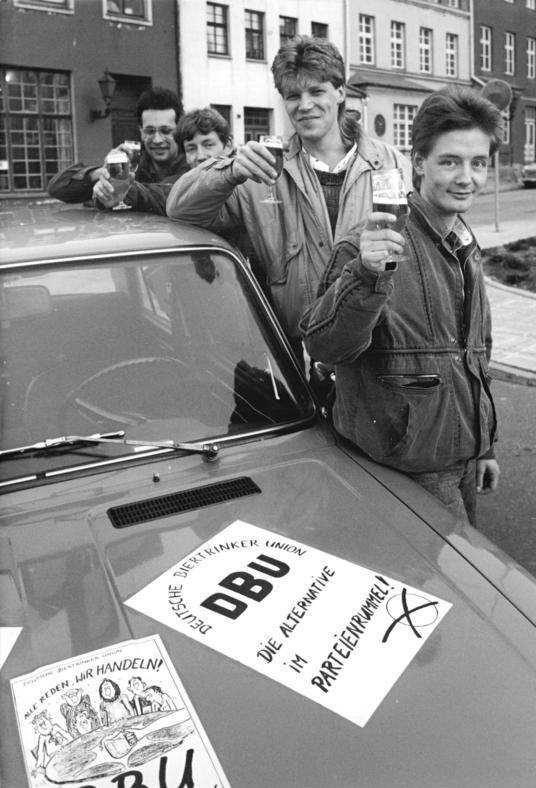
Miembros de la junta de la DBU el 15 de marzo de 1990 en Rostock.

La Unión Alemana de Bebedores de Cerveza (en alemán: Deutsche Biertrinker Union, DBU) fue un partido político minoritario fundado en Rostock, en la entonces República Democrática Alemana, poco antes de las elecciones a la Cámara Popular de 1990 y se consideraba un "partido satírico", siendo también denominado como un "partido exótico". A mediados de marzo de 1990, el grupo incluía al estudiante Andreas Häse (director ejecutivo), Jan Hackmann (director ejecutivo adjunto), Mathias Krack (portavoz de prensa), Steffen Hackmann (tesorero) y Rüdiger Fuhrmann (miembro de la junta). Según sus propias declaraciones, la DBU llegó a tener hasta 900 miembros.

## Historia
El partido fue fundado en Rostock el 20 de febrero de 1990, siendo legalizado seis días más tarde por las autoridades de Alemania Oriental. Entre los requisitos para militar en el partido se encontraba pagar una cuota de inscripción consistente en el valor de una caja de cerveza de exportación.
En las elecciones a la Cámara Popular de 1990 en la RDA, la DBU se presentó solo en el distrito de Rostock y recibió 2534 votos (0,0 por ciento en la RDA y 0,4 por ciento en el distrito de Rostock). Los lemas eran "Espadas a jarras de cerveza" (una modificación de la expresión "espadas a arados") y "Estamos en contra de la cerveza fina extranjera". Después de la reunificación, se postuló en la República Federal de Alemania en las primeras elecciones estatales en los cinco nuevos estados. En el programa de entretenimiento Im Krug zum Grüne Kranze, emitido por la Deutscher Fernsehfunk el 2 de octubre de 1990, los representantes de la DBU, incluido Bernd Gutsmann, tuvieron la oportunidad de explicar sus objetivos.
En las primeras elecciones estatales de Mecklemburgo-Pomerania Occidental, realizadas el 14 de octubre de 1990, la DBU logró su mejor resultado electoral estatal con el 0,6 por ciento de los votos e incluso logró un mandato en Rostock y en el consejo de distrito de Parchim a nivel municipal. En Sajonia se presentó con 29 candidatos y alcanzó el 0,5% y en los otros nuevos estados al 0,3% cada uno.
La DBU no fue admitida en las primeras elecciones de la Alemania reunificada en 1990 y, como resultado, perdió rápidamente su importancia.

## Contenido programático
En su programa electoral, la DBU se limitó a cuestiones relacionadas con la ley de la cerveza —como por ejemplo luchar contra el abuso del alcohol— y se comprometió especialmente con el cumplimiento de la Ley de Pureza alemana (Reinheitsgebot), así como también proponía el mantenimiento de los precios de la cerveza subvencionados por el Estado en la RDA y el levantamiento del toque de queda.